# Buraquinho
Buraquinho é um bairro de Lauro de Freitas, município do estado brasileiro a Bahia e da Região Metropolitana de Salvador. O nome do bairro tem origem na praia de mesmo nome, a Praia de Buraquinho, localizada a norte da praia de Vilas do Atlântico. O bairro fica a oito quilômetros do Centro de Lauro de Freitas e nele há muitos condomínios de casas, ainda alguns sítios e, mais recentemente, condomínios de prédios.
Buraquinho é o último bairro do município vindo de Salvador pela Estrada do Coco (BA-099) em direção ao Litoral Norte e está no limite com município vizinho de Camaçari, mais precisamente, o bairro de Catu de Abrantes desse município. Faz limite com Vilas do Atlântico a oeste e ao sul, já ao leste faz limite com o Rio Joanes e o Oceano Atlântico, ao norte faz limite com Vida Nova e com Itinga.